# Sławno
Sławno (německy Schlawe, dříve Schlage, kašubsky Słôwnò) je město v Polsku v Západopomořanském vojvodství ve stejnojmenném okrese. Leží na řece Wieprze, 25 km jihozápadně od Słupsku, 37 km severovýchodně od Koszalina, zhruba 20 km jihovýchodně od Darłowa a břehů Baltského moře. Roku 2023 mělo město přibližně 11 800 obyvatel.

## Poloha
Sławno leží na severovýchodní části Západopomořanského vojvodství. Dle dat z 1. ledna 2009, povrch města měří 15,83 km², což je 1,51 % z celkové rozlohy okresu Sławno.

## Doprava

### Silniční
V jihovýchodní části města vede silnice číslo 6, spojuje Sławno se Słupskem, Koszalinem nebo Trojmiastem, a silnice 205, která městem prochází. 

### Železniční
Sławno bylo kdysi železničním uzlem, už po konci 2. světové války, ukončila provoz trať do Polanova a Ustky, v roce 1997 do Korzybia. V roce 1991 ukončila provoz i trať do Darłowa, ale v červnu 2005 byl provoz znovu obnoven. Dnes se z nádraží dostanete do Stargradu nebo do Gdaňska (železniční trať 202) nebo do Darłowa (železniční trať 418).